# دشت لاله‌های بسطاق
دشت لاله های رنگارنگ روستای بسطاق در کنار محور بیرجند سرایان و در ۵ کیلومتری روستای بسطاق در میان جنگل طاق قرار دارد. همزمان با فرارسیدن فصل بهار«دشت لاله ها» زیبایی خاصی به دشت بسطاق داده و طراوت و شادابی بهار در این دشت موج می زند.
دشت‌های لاله از جذاب‌ترین آثار طبیعی شرق ایران است.

## گردشگری
در ایام تعطیلات نوروزی طبیعت بکر و مناظر زیبای دشت لاله ها خصوصاً نزدیک غروب خورشید، عده زیادی از مسافران نوروزی و مردم شهر سرایان و شهرها و روستاهای اطراف را به سوی خود می کشاند. این منطقه دشت بسیار وسیعی است که تمام سطح آن را لاله های زیبایی پوشانده است. این منطقه در طول ایام نوروز و در روز طبیعت نیز از جمله مناطق شلوغ و با حجم بالای مسافر است.